# 岩手県立沼宮内高等学校
岩手県立沼宮内高等学校（いわてけんりつ ぬまくないこうとうがっこう、Iwate Prefectural Numakunai High School）は、岩手県岩手郡岩手町に所在する公立の高等学校。スポーツではフィールドホッケーが全国レベル。

## 解説
1948年（昭和23年）に開校。同年10月に校章を制定。雪持ち笹の絵の上に「高」の字を配す。
1958年（昭和33年）10月に創立10周年を記念して校歌が制定された。作詞は佐伯郁郎（詩人）、作曲は石井五郎（秋田市在住の作曲家）による。歌詞は3番まであり、各番とも「あゝわが母校 沼宮内」で終わる。
2013年（平成25年）に創立65周年を迎えた。

## 沿革
- 1948年（昭和23年）
  - 4月1日 - 「岩手県立沼宮内高等学校」が開校。定時制課程普通科（修業年限4年）を設置。 
    - 元・沼宮内実科女学校校舎に定時制中心校（本校）を設置。昼間部・夜間部ともに設置し、定員を各200名とする。
    - 平舘分校（たいらだて／夜間）、葛巻分校（くずまき／夜間）を設置し、定員を各100名とする。

  - 5月31日 - この日を開校記念日と制定。
- 1949年（昭和24年）4月1日 - 本校に全日制課程普通科（修業年限3年）を設置。1学年2学級編成とする。平舘分校が分離し、岩手県立平舘高等学校として独立。
- 1951年（昭和26年）5月15日 - 子抱（こだき）校舎に移転。
- 1955年（昭和30年）4月1日 - 本校の定時制課程の募集を停止。
- 1958年（昭和33年）
  - 3月31日 - 本校の定時制課程を廃止。
  - 10月10日 - 開校10周年を記念し、校歌を制定。
- 1963年（昭和38年）4月1日 - 家政科を設置。
- 1970年（昭和45年）4月1日 - 葛巻分校が分離し、岩手県立葛巻高等学校として独立。
- 1976年（昭和51年）5月30日 - 新校舎（第一期工事、管理棟の一部）が完成。
- 1977年（昭和52年）
  - 3月29日 - 新校舎（第二期工事、管理棟一部・12教室）が完成。 　
  - 11月21日 - 新校舎に移転。
  - 12月31日 - 新校舎（第三期工事、管理棟一部・3教室）が完成。
- 1978年（昭和53年）3月25日 - 体育館が完成。
- 1980年（昭和55年）
  - 3月22日 - 格技場・クラブハウスが完成。
  - 3月25日 - グラウンドに夜間照明を設置。
  - 8月8日 - プールが完成。
- 1983年（昭和58年）9月30日 - 第一・二グラウンドの地盤を整備。
- 1988年（昭和63年）4月1日 - 家政科の生徒募集を停止し、家政科学科を新設。
- 1990年（平成2年）3月9日 - 第二体育館が完成。
- 1991年（平成3年）3月10日 - 部室が完成。
- 1996年（平成8年）8月15日 - グラウンドを整備。
- 1998年（平成10年）
  - 3月16日 - 校舎および屋内運動場の大規模改造工事が完了。
  - 3月17日 - セミナーハウスが完成。
  - 11月23日 - 創立50周年を記念し、記念庭園を整備。
- 1999年（平成11年）8月1日 - 2日 - 全国高等学校総合体育大会のホッケー競技会場となる。
- 2001年（平成13年）8月8日 - 沼宮内病院新築用地代替に伴う第二グラウンドが完成。
- 2003年（平成15年）4月1日 - 家政科学科の募集を停止。
- 2005年（平成17年）3月31日 - 家政科学科を廃止。

## 設置学科
- 普通科

## 部活動
運動部
- ホッケー部（特別強化指定種目）
  - 男子 -全国タイトル計24回（インターハイ6回・国体10回・全国高校選抜8回）
  - 女子 -全国タイトル計12回（インターハイ3回・国体8回・全国高校選抜1回）
- 硬式野球部
- サッカー部
- 柔道部
- 剣道部
- バスケットボール部
- 卓球部
- ソフトテニス部

文化部
- 吹奏楽・音楽部
- 造形芸術部（美術・写真・書道）
- 将棋部 - 個人戦B級[どれ?]で第4位。
- 茶道部

## 交通アクセス
最寄駅はIGRいわて銀河鉄道いわて銀河鉄道線いわて沼宮内駅。
- バス利用の場合 岩手県北バス [B31][B33][B35][B51][B53][B65][B67][B68][B70][B71][B82] 系統で「沼宮内高校前」下車すぐ。
- 徒歩の場合、約20分